# المعهد البرازيلي للجغرافيا والإحصاء
المعهد البرازيلي للجغرافيا والإحصاء تُعرف اختصاراً بـIBGE، هي الجهة المسؤولة عن المعلومات الإحصائية والجغرافية ورسم الخرائط الجيوديسية والبيئية للبرازيل، يقوم المعهد بتعداد السكان كل عشرة سنوات إضافة إلى المعلومات الاستيبيانية مثل العمر والتعليم ودخل الأسرة، تأسس في 1934-1936 ويقع مقرها في ريو دي جانيرو.